# Nemacheilus menoni
Nemacheilus menoni es una especie de peces de la familia Balitoridae en el orden de los Cypriniformes.

## Distribución geográfica
Se encuentra en la India.